# Boeing 757

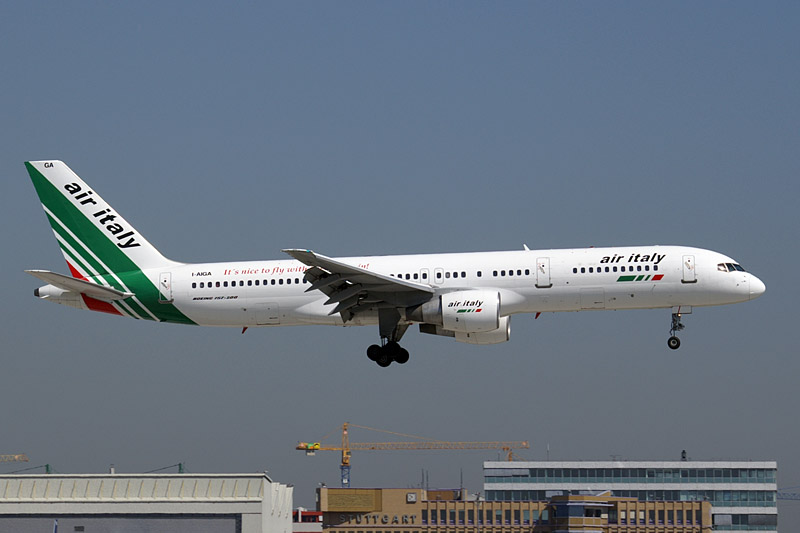
Boeing 757-es repülőgép az Air Italy színeiben

A Boeing 757 amerikai rövid- és középtávú, kéthajtóműves utasszállító repülőgép, amelyet a Boeing repülőgépgyártó vállalat 1981 és 2004 között sorozatban gyártott.
A repülőgép adottságainak köszönhetően tervezésétől a 2000-es évek elejéig nagy népszerűségnek örvendett Észak-Amerika és Európa légi piacán. Bár az Ázsiában működő légitársaságok is vásároltak néhányat a típusból, a nagyobb tömegek szállítására nem vált be igazán. A gép tervezésekor technikai újítások egész sorát kínálta a potenciális vásárlóknak, így a korábban megszokott háromfős hajózó személyzet két főre csökkent, a műszerfalba első generációs EFIS fedélzeti számítógépet építettek. A korábbi Boeing repülőgépeken használtakhoz képest korszerűbb Rolls-Royce R.B.211–535 vagy Pratt&Whitney PW2000 típusú hajtóművek legfontosabb tulajdonsága az alacsonyabb üzemanyag-fogyasztás és kisebb zajkibocsájtás volt. A szárnyakat újratervezték és a lehető legnagyobb aerodinamikai teljesítmény érdekében szuperkritikus profilt kaptak. Kifejlesztése a Boeing 767 típussal egy időben történt, így a két repülőgép modell számos tulajdonságban osztozik (géptest alapanyagai, szárnyszerkezet, műszerfal stb).
A Boeing 757-est szerkezetét tekintve két altípussal vezették be, így az első, 239 fő kapacitású Boeing 757–200 1982-ben gurult le a gyártósorról, az első 280 fő kapacitású, hosszított Boeing 757–300 1998-ban készült el. A Boeing 757–200 modell alváltozatai a 39,7 tonna teherbíró képességű PF variáns és az 1980-as évek végére elkészített kombi variáns.
Az Eastern Air Lines és a British Airways állította először szolgálatba a Boeing 727-es típus helyettesítésére, 1983-ban. Az Amerikai Egyesült Államokban először a legnépszerűbb belföldi útvonalakon és ráhordó járatként kezdték használni, majd 1986-tól, a szükséges hatósági engedélyek kiállítását követően, az interkontinentális útvonalakon is népszerű lett. A Boeing 757 típus 2014. májusig bezárólag nyolc olyan baleset részese volt, amit követően a repülőgép javíthatatlan állapotba került és selejtezni kellett.
2004. október 28-án gyártották le az utolsó, az 1050. 757-est, melyet a Shanghai Airlines használ 2005. november 28. óta. 2007 júliusában 1019 ilyen repülőgép maradt szolgálatban. 2013 augusztusában 855 db Boeing 757 repülőgép volt forgalomban, a legnagyobb üzemeltetők az American Airlines (97 db), a United Parcel Service (75 db), a United Airlines (130 db) és a Delta Air Lines (146 db).

## Tervezés
Az 1970-es években, miután a Boeing piacra bocsátotta a Boeing 747 típusú, széles törzsű gépét, szükségesnek látták a rövidebb hatótávra ideális 727-es, három hajtóműves utasszállítójuk továbbfejlesztését. A típust közepes- és rövid távolságok repülésére ajánlották, és a 60-as évektől kezdve a Boeing legnépszerűbb terméke volt a légitársaságok között, különösen az Egyesült Államok belföldi légi piacán.
A tervezők a 727-es sorozat legsikeresebb változatának, a 727–200-nak a továbbfejlesztése mellett döntöttek. Két lehetőség került szóba, az első a 727–300 altípus, a 727–200 egy meghosszabbított válfaja, továbbá egy teljesen új fejlesztésű, 7N7 kódnevű repülőgép.
A 7N7 koncepció volt az olcsóbb megoldás, hiszen a tervek a 727 alaptechnológiájára épültek, megtartva a géptörzs formai jellegét és a függőleges vezérsíkra épített harmadik hajtóművet, míg a másik koncepció egy kéthajtóműves, teljesen új alapanyagok felhasználásával és javított teljesítményű meghajtással elképzelt utasszállító volt.
A United Airlines eleinte a 727–300 változatot támogatta, amely a Boeing elképzelése szerint 1975 második felétől készen állt volna a piacra bocsátásra, azonban a légitársaság, látva a 7N7-ről készült előzetes tanulmányokat, elvesztette az érdeklődését. Noha a gyártó kifejezetten ajánlotta a 727–300 típust néhány légitársaságnak, az érdeklődés hiánya arra utalt, hogy az altípusba felesleges további pénzt és energiát fektetni.
A 7N7 tervei azonban izgalomba hozták a piacot, különös tekintettel az újításokra: növelt sűrítési arányú gázturbinás sugárhajtóművek, a fedélzeten alkalmazott újfajta digitális technológia, kisebb tömeg, jobb aerodinamikai tulajdonság és jóval kisebb üzemeltetési költség.
Ugyanezeket az újításokat használta a Boeing a 7N7-tel párhuzamosan készülő, 7X7 nevű, közepes hatótávolságra ajánlott modelljében, amely később Boeing 767 típusnévvel került piacra.
1978-ra két altípusról készültek tanulmányok, az egyik a 160 fő kapacitású 7N7–100, míg a másik a 180 üléses 7N7–200 volt. A modell külsejére vonatkozó újdonságok az új szárnyszerkezet, a szárnyak alá függesztett hajtóművek és a könnyebb alapanyagokból épült váz voltak. Ezzel szemben a géptörzs elejének kialakítása lényegében változatlan maradt, hasonlóképpen a T-vezérsíkos farokrészhez. A Boeing törekvései arra irányultak, hogy az új variáns utaskilométerre vetített üzemanyag-fogyasztása a keskeny törzsű repülőgépek között a legjobb legyen. 1978. augusztus 31-én a British Airways és az Eastern Air Lines voltak az első vevők, akik előleg befizetésével elkötelezték magukat a 7N7–200 változat megvásárlására. A két légitársaság összesen 40 darabra adott le rendelést. 1979-ben véglegesítették a szerződéseket, és a Boeing ekkor tette közzé a típus végleges nevét, mint Boeing 757. A 757–100 altípusból nem rendelt senki, így a terveket megsemmisítették. A tervezett piaci pozícióját végül a Boeing 737 család töltötte be.

### Kifejlesztése
A 757-tel szemben támasztott legnagyobb elvárás az üzemanyag-takarékosság volt, tekintve, hogy az 1973-ban bekövetkező jom kippuri háború miatt világszinten megugrottak az üzemanyagárak, és a légitársaságok megoldást kerestek a költségek csökkentésére. A vevők által előírt célérték 30% üzemanyag-megtakarítás volt a korábbi repülőgéptípushoz képest. Ennek elérését a könnyebb vázalapanyagtól, az új szárnyszerkezettől és az új típusú hajtóművektől remélték. A légi iparban korábban megszokott három és négy hajtóműves repülőgépektől eltérően a Boeing 757 egy pár – szárnyak alá függesztett – hajtóművet kapott. Az első vevők a Rolls Royce által megalkotott RB211-535 típusú hajtóműveket kérték a gépeikbe, amelyek egyenként 166 kN tolóerő kifejtésére voltak képesek.
Ez volt a Boeing történetében az első alkalom, amikor a hajtóművek az Egyesült Államok határán kívül készültek. Később az amerikai Pratt & Whitney gyártó kifejlesztett egy 170 kN erő kifejtésére képes, PW2037 típusnevű hajtóművet. A Delta Air Lines ezt a típust választotta, és 1980 novemberében egy 60 db repülőből álló rendelést adott le a Boeingnek. A General Electric is be kívánt szállni a projektbe a CF6-32 típusjelű hajtóművével, azonban a kereslet hiánya miatt később meggondolták magukat.
Az idő és tervezés előrehaladtával a 757 modell egyre kevésbé hasonlított a Boeing 727-re, viszont egyre jobban hasonlított a 767 típusra. Ennek oka részben az volt, hogy a Boeing a költségek csökkentése érdekében a két típus közös fejlesztése mellett döntött. Számos tulajdonság, így az irányíthatóságuk, az utastér belső kialakítása (színek, kárpitok, szigetelés) közös volt a két típus esetén. Számítógépes modell grafikát a 767 típuson használtak először, és a 757 törzsrajzának mintegy harmada ezzel a módszerrel készült.
A pilótafülkében a fedélzeti mérnök szerepét törölték, a műszerkonzolok teljes átalakuláson estek át, a pilóták megosztott fedélzeti számítógépet és avionikai egységeket kaptak, továbbá az analóg elektromechanikus műszereket felváltották a CRT kijelzők. A két típus közti hasonlóság eredményeképpen a 757-esre kiképzett pilóták egy rövid átképzést követően képesek voltak a 767-est is irányítani, és fordítva.
A mérnökök nagy hangsúlyt fektettek egy új fajta szárnyprofil megalkotására, amelyben módosítottak a felső felület íveltségén, így a szárnyak szinte teljes felületén javult a felhajtóerő, míg a hagyományos szárnyak esetén a keletkezett felhajtóerő csak egy behatárolható sávban keletkezett. Az új, „domborúbb” szárnyak kisebb ellenállást és nagyobb felhajtóerőt keltettek repülés közben, valamint több üzemanyag fért el bennük. A növelt szárnyfesztávolság a felhajtóerő által indukált légellenállást valamelyest csökkentette.
Legvégül, 1979-ben a Boeing 727-nél alkalmazott T-vezérsíkos kialakítást is ejtették a tervekben, így a Boeing 757 „hagyományos” farokrészt kapott. Ez a változtatás több előnnyel is járt, így például megszüntette a mélyátesés veszélyét, továbbá nem volt rá szükség, hogy a farok nagyon hegyes kialakítást kapjon, így a szélesebb farokszekcióba több ülőhelyet alakítottak ki. A 43,7 m hosszú fedélzet pontosan 0,640 m-rel volt hosszabb a 727–200 típusénál, így összesen 239 ülőhelyet helyeztek el a törzsben. A törzs keresztmetszete nem változott túl sokat, piackutatások igazolták, hogy a – korábban tervezett széles törzs helyett – kisebb poggyásztér elegendőnek bizonyult rövidtávú utakon, így a törzs keskeny, de hosszabb lett.

### Tesztelés és sorozatgyártás

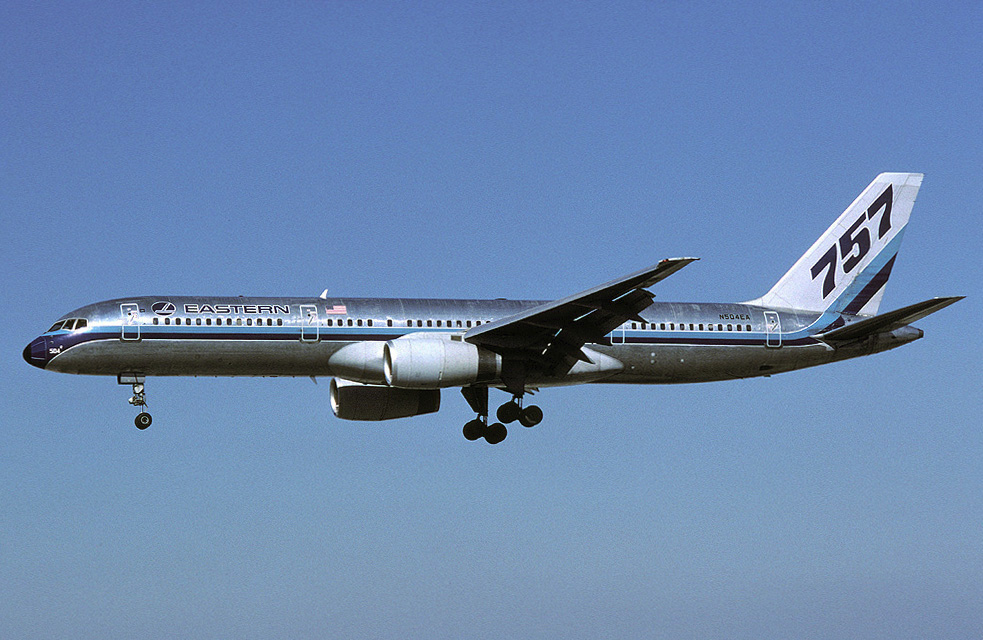
Az első megrendelő, az Eastern Air Lines 26 darabot vásárolt a típusból, majd 1991-ben a vállalat beszüntette a tevékenységét

A gyártáshoz a Boeing kibővítette a rentoni üzemét, ahol a 707, 727 és 737 modellek készültek. Hozzávetőleg a repülőgép alkatrészeinek fele, így a szárnyak, az orr és a farok (vezérsíkok és a farokkúp) készült helyben, a Boeing üzemében. A többi egységet amerikai szerződött partnervállalatok gyártották. A Fairchild Aircraft vállalat a Krüger-lapokat és az orrsegédszárnyakat, a Grumman a fékszárnyakat és csűrőket, továbbá a Rockwell International a géptörzset gyártotta. A 757-es típus összeszerelési folyamatának fellendülése véletlenül egybeesett a 727-es gépek gyártásának leállításával.
1982. január 13-án gurult ki az első üzemkész prototípus a gyártósorról. Ugyanez a gép február 19-én emelkedett a levegőbe első alkalommal, egy héttel korábban a tervezetthez képest. Az első tesztrepülés közben a műszerek alacsony olajnyomást jeleztek, majd leállt az egyik hajtómű. Miután a vészhelyzeti protokollt követve sikerült megállapítani a hiba okát, a tesztpilótáknak sikerült újraindítani a hibás hajtóművet, és innentől kezdve a repülés normál körülmények között zajlott. A tesztrepülések ideje alatt a Boeing összesen 136 megrendelést kapott különböző légitársaságoktól, így az első vevők közt volt a British Airways, Air Florida, American Airlines, Delta Air Lines, Eastern Airlines, Monarch Airliness és a Transbrasil.
A hét hónapig tartó tesztidőszakban az első öt, sorozatban gyártott repülőt használták. A tesztek során mindenre kiterjedő alapossággal vizsgálták a különböző körülményeket, gyakorolták a hideg időjárásban és a hőségben történő le- és felszállást, figyelték az új fedélzeti műszerek pontosságát és a hajtóművek erőkifejtését. Miután feltárták a típus gyengeségeit, módosítottak a vészkijáratokon, hogy könnyebb legyen az ajtók nyitása, erősítettek a géptörzs szerkezetén, arra felkészülve, ha a repülőgép üzem közben esetlegesen egy nagyobb testű madárral ütközik. A legyártott repülő mintegy 1630 kg-mal könnyebb, az üzemanyag-fogyasztása pedig 3%-kal jobb volt a tervekben becsült értékeknél. Utóbbi érték a hatótávolságot 370 km-rel növelte.
A típus 1982. december 21-én kapta meg az amerikai Szövetségi Légi Közlekedési Hatóság (Federal Aviation Administration), majd 1983. január 14-én a brit Polgári Légi Hatóság (Civil Aviation Authority) engedélyét. Az első példány átadására 1982. december 22-én került sor, pontosan egy hónappal a Boeing 767 típus átadását követően, így az első vásárló, az Eastern Air Lines szolgálatba állíthatta a repülőgépet.

### Szolgálatba állás

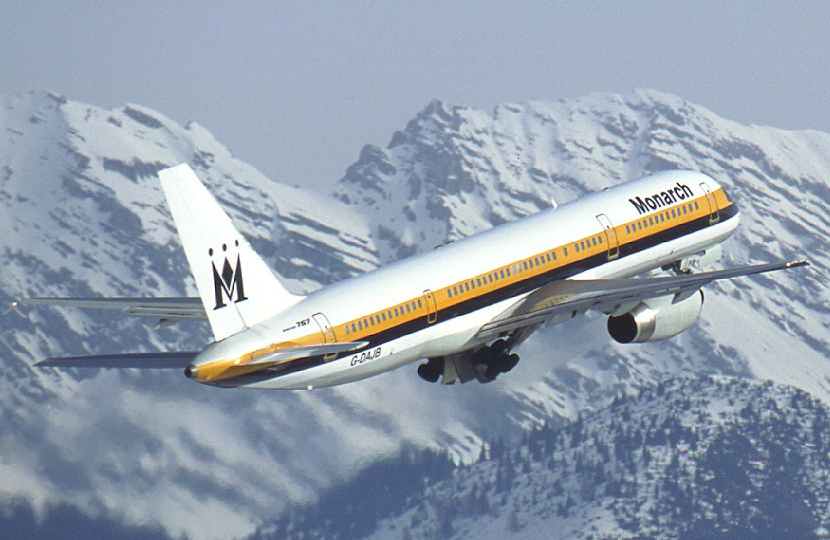
A Monarch eredeti, 11 db-os flottájából 2013-ban már csak három szolgál

1983. január 1-jén indult menetrend szerinti útjára az első Eastern Air Lines 757-es, Atlanta és Tampa között. 1983. február 9-én a British Airways, az első európai megrendelő is szolgálatba állította a típust London és Belfast között, lecserélve elődjét, a Hawker Siddeley Tridentet. Ugyanebben az évben a Monarch és az Air Europe charter légitársaságok is átvehették a gépeiket.
Az első vevők megállapították, hogy a repülőgép jóval kisebb zajkibocsátással repül és megbízhatóbban irányítható, mint elődei. Átképzések során, különösebb bonyodalmak nélkül sajátíthatták el a pilóták a CRT kijelzős műszerfal kezelését. Az első vásárló igazolta, hogy a típus valóban takarékosabban égeti az üzemanyagot repülés közben, továbbá nagyobb a hasznos teherbíró képessége, és összességében alacsonyabb az üzemeltetési költsége a kétfősre csökkentett hajózó személyzet (pilóták) révén.
Összehasonlítva a Boeing 707 és a 727 típusokkal, az új modell 42, illetve 40%-kal kevesebb üzemanyagot használt közepes hatótávolságú repülés közben.
A siker ellenére az 1980-as években megtorpant a típus iránti kereslet az emelkedő üzemanyagárak és – az Egyesült Államokban – a légi piac deregulációját követően, a kisebb repülőgépek iránt kialakult igénynek köszönhetően. Noha a Boeing 757-nek nem volt közvetlen versenytársa a légi piacon, az MD–80-as olcsóbban beszerezhető volt, és közel ugyanannyi utas szállítására volt képes.
1983 novemberében a Northwest Airlines 20 db repülőgép gyártására nyújtott be megrendelést, véget vetve a már három éve tartó kereslethiánynak.
1985 decemberében a Boeing bejelentette a 757–200PF teherszállító variáns gyártását, amelyre első vevőként a United Parcel Service adott le 20 db-os rendelést. Két hónappal később, a Royal Nepal Airlines rendelésével bejelentették a 757–200M utas- és teherszállító kombi változat gyártását. A teherszállító variáns fő fedélzetén a törzs hosszában egy raktér kapott helyet, és 1987 szeptemberében állt szolgálatba a UPS Airlines kötelékében. A kombi variáns fő fedélzetét megosztották utasok és teher szállítása céljából, és 1988-ban szállt fel először a Royal Nepal Airlines lajstromjelével.
Az 1980-as évek végére fordulat következett be az amerikai légi piacon. Az egyre zsúfoltabb repülőterek és a zajkibocsátásra vonatkozó korlátozások a Boeing 757 eladási számaiban is erősen éreztették a hatásukat. A Boeing 1988 és 1989 között összesen 322 rendelést kapott, ebből 160 db az American Airlines és a United Airlinestól érkezett.

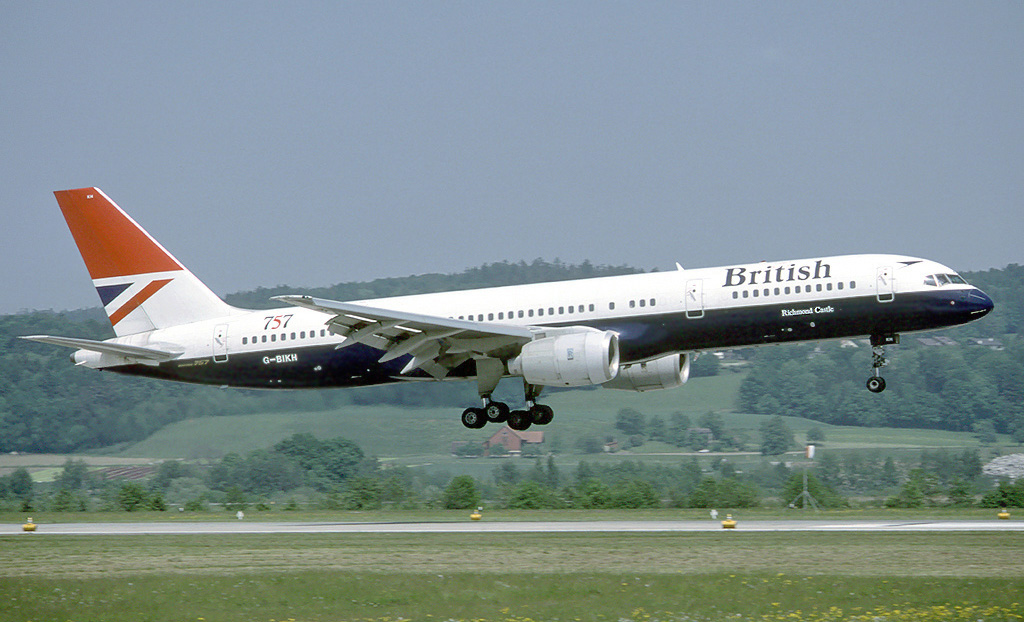
A British Airways 757-es típusa Ferihegyen is sokáig gyakori vendég volt. A típust 2010-ben helyezték nyugállományba

Ekkorra a típus jelentette a rövidtávú, belföldi utak „gerincét”, és sorozatosan foglalta el a helyét olyan nagy múltú repülőgépeknek, mint a Douglas DC–8, DC–9, B707 és B727. Azok a légitársaságok, amelyek korábban Boeing 727-est üzemeltettek, könnyedén váltottak az új 757-re, hiszen pontosan másfélszeres volt a hatótávolsága az elődénél.
A zajkibocsátási szigorítások ellenére a légitársaságok ezzel a típussal kvótán belül maradtak, például a John Wayne repülőtér esetén, ahol különösen szigorúak az előírások, vagy a Ronald Reagan Washingtoni nemzeti repülőtér esetén, ahol a repülőgépek méretére vonatkozott az előírás. Az American Airlines és a Delta Air Lines egyenként 100 db felett üzemeltettek 757-eseket a flottájukban.
Az európai legnagyobb vásárlók a British Airways, az Iberia és az Icelandair voltak. Az 1980-as évek végére az utazási csomagok értékesítéséről ismert charter légitársaságok is megkedvelték a típust, és egymást követve sorakoztak a rendeléseikkel, így vásárolt a típusból az Air 2000, az Air Holland és az LTU International is. Ázsiában, ahol a piac jellemzően a tömegek utaztatására rendezkedett be, a 757-es nem járt túl nagy sikerrel. 1982-ben a típus a Távol-Keletre repült egy promóciós körút miatt, azonban nemhogy a potenciális vevők rendeléseket adtak volna le, de a Singapore Airlines (az első ázsiai vevő) eladta a négy darabból álló flottáját, és helyette az európai Airbus-tól rendelt A310-eseket. Ez a tendencia valamelyest megtört Kína esetén, ahol előbb a légi közlekedési hivatal rendelt 1 darabot, majd összesen 59 további rendelés érkezett a különböző kínai légitársaságoktól. Ezzel a Boeing 757 esetén Kína lett az ázsiai piac legnagyobb üzemeltetője. A kínai vevők, a China Airlines, a China Southern Airlines, a Shanghai Airlines, a Xiamen Airlines és a Xinjiang Airlines kizárólag közepes távolságú, belföldi utakra használták a típust.

### Hosszított változat
A gyártás üteme, a havi 100 db elkészült repülővel, az 1990-es évek elején elérte a csúcspontját, és a gyártással párhuzamosan a tervezők egy fejlesztett altípus létrehozására kaptak feladatot. A tesztrepülést követő tíz évben ez volt a Boeing egyetlen olyan terméke, amelynek nem létezett hosszított, nagyobb kapacitású változata, ugyanakkor, noha voltak híresztelések egy esetleges hosszú hatótávú 757–200X és egy növelt utaskapacitású 757–300X variánsról, a Boeing soha nem jelentette be hivatalosan ezek gyártását. Elsősorban az európai charter légitársaságok örültek volna egy ilyen jellegű bejelentésnek, hiszen számukra nagy előnyt jelentett volna a 757-es hatótávolságát kombinálni több ülőhellyel. Amellett, hogy kielégíti a keresletet egy ilyen modell, a gyártónak számos más haszonnal járt volna, például alternatívát kínált volna a 767–200 kapacitására alacsonyabb üzemeltetési költséggel, és versenytársat jelentett volna a 185 férőhelyes, hosszú hatótávolságú Airbus A321-es számára.
1996 szeptemberében, a Farnborough légi bemutató keretében a Boeing hivatalosan közzé tette a 757–300 típust, melyből a német Condor charter légitársaság rendelt is 12 darabot. Az új altípus 7,13 m-rel volt hosszabb a 757–200-hoz képest, ötvennel több ülőhelyet és kétszer nagyobb csomagteret kínálva a potenciális vevőknek. A tervezési időszak volt a gyártó történetének legrövidebb fejezete, hiszen mindössze 27 hónap telt el a tervek előkészítése és a repülési engedélyek megszerzése között. Költségtakarékossági megfontolásból a tervek drasztikus módosítására nem került sor, mindössze a hajtóművek teljesítményén javítottak és az utaskabin kapott új arculatot. Az első legyártott modell 1998. május 31-én gurult le a gyártósorról, és augusztus 2-án repült először. Miután megkapta a szükséges hatósági engedélyeket, 1999. március 19-én állt a Condor szolgálatába.
A 757–300 variánsból rendelt még az American Trans Air, az Arkia Israel Airlines, a Continental Airlines, az Icelandair és a Northwest Airlines. A hosszított változat soha nem lett példátlan siker, összesen 55 darabot gyártottak belőle.
A Boeing megkereste két legnagyobb, 757–200 típusokat üzemeltető ügyfelét is, és javasolták a hosszított változatot az alaptípus cseréjére, azonban sem az American Airlines, sem a United Airlines nem álltak anyagilag olyan helyzetben, hogy elkötelezték volna magukat új repülőgépekre. A gyártó hasonlóképpen próbálkozott néhány légitársaságnál a variáns promóciójával, azonban ott sem járt sikerrel. 1999 novemberére döntést hoztak a sorozatgyártás lassú leállításáról.

### A gyártás leállítása

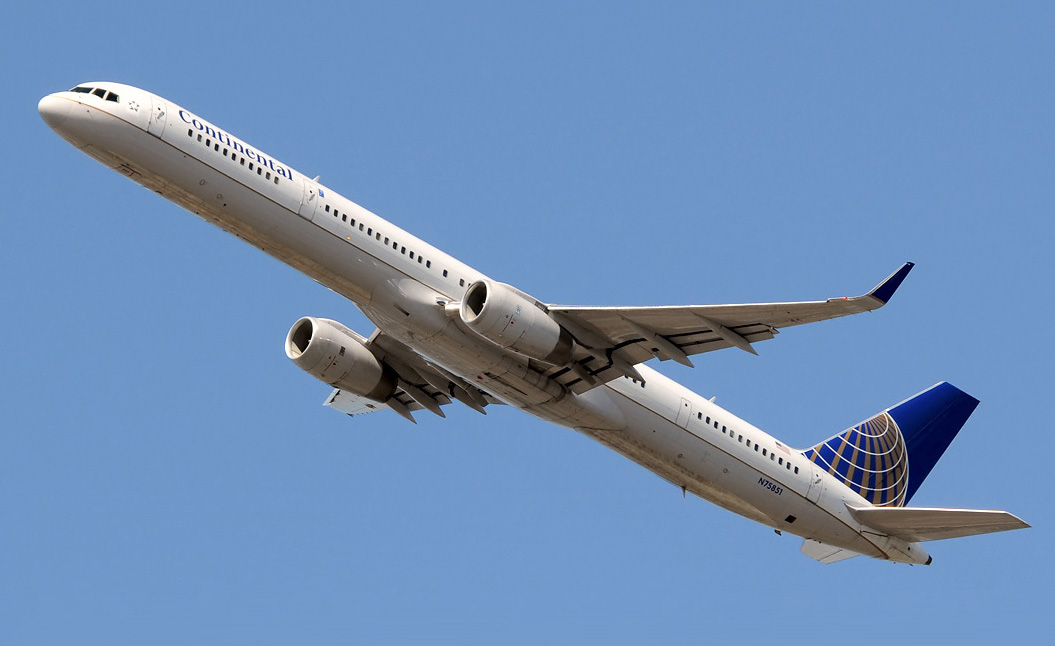
A Continental Airlines volt az első légitársaság, amely wingletek felszerelésével csökkentette az üzemanyag-fogyasztást

Habár a 757-es család gyártása jövedelmezőnek bizonyult, a 2000-es évek elején egyre kevesebb megrendelés érkezett a Boeinghez, ezzel pedig a típus hosszú távú jövője megkérdőjeleződött. A légitársaságok érdeklődése a kisebb repülőgéptípusok, így a Boeing 737 és az Airbus A320-as család felé fordult, lévén, hogy kisebb volt rajtuk az anyagi kockázat. A légi ipar megtorpanása és a szolgálatban lévő, nagy számú, viszonylag alacsony életkorú 757-es típusok tovább csökkentették az újabb példányok iránti keresletet.
2000-ben két légitársaság, az Air 2000 és a Continental Airlines érdeklődése kapcsán a Boeing újra megvizsgálta annak a lehetőségét, hogy a Boeing 757 család egy megnövelt hatótávolságú változattal kiegészüljön. A vizsgálatban fontolóra vették egy kiegészítő üzemanyagtartály beépítését, a 757–300 altípus szárnyainak és futóműveinek továbbfejlesztését, így a végeredményül kapott változat mintegy 9260 km-re növelt hatótávolságú lett volna. Végül azonban rendelés hiányában a tervek nem valósultak meg.
2001 márciusában a Boeing átadta az első 757–200SF változatot a DHL Aviation vállalatnak. Ez a variáns úgy készült, hogy egy használt 757–200 személyszállítót teherszállítóvá alakítottak át, és ezzel a lépéssel a 757-család új korszaka köszöntött be, amikor már nem gyártottak új példányokat, mindössze a meglévőket alakították a vevők igényeinek megfelelően.
A 2000-es évek elején a Boeing még egy kampánnyal próbálkozott, azonban mindössze egy öt darabos rendelést sikerült szerezniük a 757–300 és a 757–200PF verziókra. 2003 októberében, miután a Continental Airlines úgy döntött, hogy a meglévő 757-es gépeit 737–800 típusokra cseréli, a Boeing bejelentette, hogy leállítja a 757 típuscsalád gyártását. A 757–200 utolsó, 1050. példánya 2004. október 28-án gördült le a gyártósorról a Shanghai Airlines rendelésére, és egy év tárolást követően, 2005. november 28-án adták át. A gyártás leállításával keletkezett felesleges kapacitást a Boeing úgy oldotta meg, hogy a gyártósort a népszerű 737-es család gyártására alakította át, míg a többletmunkaerőt más telephelyekre helyezte.

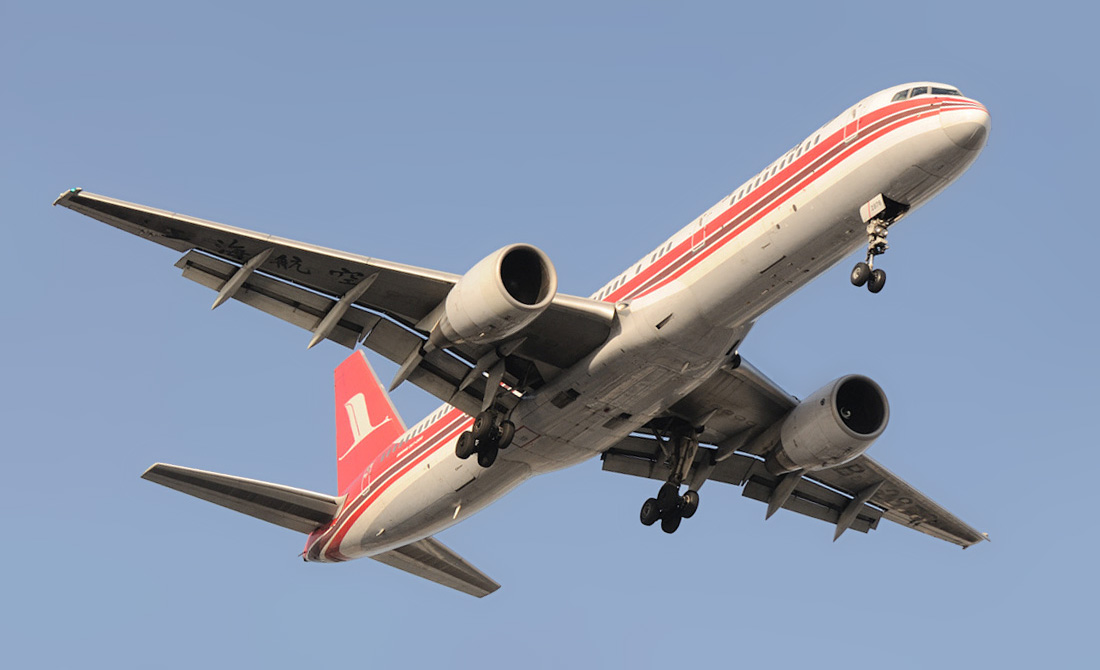
A Shanghai Airlines vette át az utolsó legyártott Boeing 757–200 példányt 2005. november 28-án

2004 és 2008 között az egy utasra jutó üzemanyagárak megháromszorozódtak, ez a jelenség arra ösztönözte az üzemeltető légitársaságokat, hogy megoldást keressenek az üzemanyag-fogyasztás mérséklésére. 2005 májusában az Aviation Partners Incorporated vállalat engedélyt kapott a Szövetségi Légi Közlekedési Hatóságtól wingletek felszerelésére, és a Continental Airlines volt az első légitársaság, ami megbízást adott a vállalatnak, hogy a flottájában szolgáló 757–200 típusokat winglettel egészítse ki. A winglet hozzáadása 5%-kal csökkentette az üzemanyag-fogyasztást és hozzávetőleg 370 km többlet hatótávolságot eredményezett.
A 2000-es évek óta nem volt olyan keskeny törzsű repülőgép, amely kapacitásában és hatótávolságában megegyezett volna a 757-es adottságaival, így az ügyfelek rendeléskor vagy a kevesebb ülőhellyel rendelkező Boeing 737–900ER és Airbus A321, vagy a sokkal nagyobb, széles törzsű Boeing 787 Dreamliner és Airbus A330-200 variánsok közül választhattak.
Az 1989-ben bemutatott, orosz gyártmányú, keskeny törzsű, ikerhajtóműves Tupoljev-204 repülőgép kialakításában nagyban hasonlít a Boeing 757-re, azonban a potenciális vevők köre elsősorban Oroszországban működő légitársaságok közül került ki, így a gyártónak nem sikerült átütő sikert aratnia a nemzetközi piacon. A szakma a 215 férőhelyes, 5930 km hatótávolságú Boeing 737–900ER-t tekinti a 757–200 legközelebbi típusának.
2011-ben a Boeing szóvivője azt nyilatkozta, hogy a vállalat nem tervezi 200 férőhelyes repülőgéptípus kifejlesztését, amely pótolná a 757-es család kivonása által keletkezett piaci rést, helyette egy új, Y1 kódnevű programon dolgoznak, amellyel a 737–700 és 737–800 variánsok cseréje lehetne a hosszútávú megoldás. Ezzel szemben, miután a programot törölték, a Boeing bejelentette a 737MAX család tervezési fázisát. A program alapja a Boeing 737 Next Generation típuscsalád, melyek törzsét újratervezik, a gyártáshoz új hajtóműveket használnak, és a legnagyobb variáns a 757-es típust pótolja, továbbá teljesítmény szempontjából törekednek arra, hogy a légitársaságok transzatlanti utakra is használhassák a család valamelyik altípusát.

## Műszaki jellemzők

### Szerkezeti kialakítás

A szárnyon lévő kormányfelületek
- Winglet (a törővégen): csökkenti a törővégen keletkező turbulenciát, ezáltal a szárny légellenállását. Korszerű szállító repülőgépeken alkalmazzák, elsősorban nyilazott szárnyaknál.
- Kis sebességű csűrő (a kilépőélen)
- Nagy sebességű csűrő (a kilépőélen)
- Fékszárnyak mozgatómechanizmusa
- Krüger-lap (a belépőélen)
- Orrsegédszárny (a belépőélen)
- Háromszorosan réselt belső fékszárny (a kilépőélen)
- Háromszorosan réselt külső fékszárny (a kilépőélen)
- Áramlásrontó lemez (spoiler)
- Féklap (áramlásrontó lemez)

1. Winglet (a törővégen): csökkenti a törővégen keletkező turbulenciát, ezáltal a szárny légellenállását. Korszerű szállító repülőgépeken alkalmazzák, elsősorban nyilazott szárnyaknál.
2. Kis sebességű csűrő (a kilépőélen)
3. Nagy sebességű csűrő (a kilépőélen)
4. Fékszárnyak mozgatómechanizmusa
5. Krüger-lap (a belépőélen)
6. Orrsegédszárny (a belépőélen)
7. Háromszorosan réselt belső fékszárny (a kilépőélen)
8. Háromszorosan réselt külső fékszárny (a kilépőélen)
9. Áramlásrontó lemez (spoiler)
10. Féklap (áramlásrontó lemez)

#### Szárnyak
A Boeing 757 egyfedelű, konzolos, alsó elhelyezkedésű szárnyakkal és egyetlen függőleges vezérsíkkal kialakított repülőgép. A szárnyak a lehető a legjobb aerodinamikai teljesítmény érdekében korszerű szerkezetet kaptak. Mindkét szárny a belépő éleken öt orrsegédszárnyat, a kilépő éleken belső szimplán és külső kétszeresen réselt fékszárnyakat és csűrőket, valamint a felületükön hat áramlásrontó féklapot kapott. A 757-es család valamennyi változatán a 25° nyilazási szögű, 858 km/h sebességre optimalizált szárnyak nagyjából megegyeznek. A mérsékelt nyilazási szög miatt nem volt szükség belső csűrőket felszerelni, így is minimális a keletkező légellenállás rövid távú repüléseknél, függetlenül attól, hogy ilyenkor a repülőgép az út nagy részén emelkedik (utazómagasságig), majd süllyed (leszálláskor). A sárkányszerkezet további jellemzői a szénszálas megerősítésű szárnyfelületek, a kevlár szárnytövek és az alapanyagként felhasznált alumíniumötvözetek, amelyekkel együttesen mintegy 950 kg tömegcsökkenést értek el a korábbi technológiákhoz képest.

#### Futóművek
A megfelelő súlyeloszlás biztosítása céljából a főfutóműveken egyenként négy, míg az orrfutóművön két kerék található. A futóműszárak szándékosan hosszabbak a korábbi keskeny törzsű Boeing repülőgépekhez képest avégett, hogy felszálláskor a hosszított törzsű variáns is biztonságosan fel tudja venni az elrugaszkodáshoz megfelelő állásszöget anélkül, hogy a farok a futópályához ütközne. 1982-ben a 757-es modell is szénalapú fékbetéteket kapott, amelyeket a Dunlop fejlesztett ki, ezzel a típus volt az első szubszonikus utasszállító repülőgép, amely új fékrendszerrel épült, korábban csak a Concorde gyártásakor használtak ilyet. A meredek rugaszkodási állásszög miatt a hosszú törzsű Boeing 757–300 típusra behúzható farcsúszókat szereltek, ezzel védve a törzset, hogy amennyiben a futópályával érintkezik, meg ne sérüljön.
Az orrfutómű előre, míg az ABS-szel ellátott főfutóművek befelé, egymással szembe csukódnak fel a gondolába.

#### Strukturális kivitelezés
A géptörzs könnyű alapanyagok felhasználásával, így alumínium ötvözetek és kompozitanyagok kombinációjával készült. A technológia fejlődésével és az újonnan használt alapanyagokkal a tervezők egy időtálló, könnyű, ugyanakkor erős szerkezetet tudtak tervezni, amelynek révén a repülőgép a kisebb súly miatt kevesebb üzemanyagot égetett el repülés közben, jelentős összegeket spórolva meg az üzemeltető légitársaságoknak. A továbbfejlesztett alumíniumötvözetek nagy előnye az volt, hogy a korrózióval szemben ellenállóbb, erősebb szerkezetet alkotnak, jóval hosszabb idő után következik be az anyagfáradás. Az ötvözeteket a szárnyak alsó és felső héjszerkezetéhez, a szárnybordák gyártásához, a szárnyak főtartójához és a szárnybekötő szerkezet hosszbordáihoz használták. Grafit és kevlár, illetve hibrid kompozitot alkalmaztak a szárnyak mozgatható alkotóelemeinek gyártásához, a hajtóművek héjszerkezetéhez (burkolat), valamint az orrfutó aknaajtajának kialakításához. Az utastér padlózata megerősített üvegszálas lemezekkel burkolt nomexből áll, melynek előnye a súlymegtakarítás (676 kg repülőgépenként). Az acél fékek szénbetétesre való cseréje további 295 kg tömegcsökkentést jelent.
A típusba beszerelt segédhajtómű, elektronikai berendezés, fedélzeti konzolok és hidraulika megegyezik a Boeing 767 típusban használtakkal. Tekintve, hogy számos jellemző az említett típusok esetén azonos, a pilóták rendkívül egyszerűen megtanulták irányítani mindkét modellt, ezzel a légitársaságok az átképzés költségeit minimalizálni tudták.

#### Elektromos áramellátás
Az áramellátásról a hajtóművekbe és a segédhajtóműbe szerelt – egyenként 90 kVA (kilovolt-amper) teljesítményű – generátorok gondoskodnak. Egyetlen generátor is képes a minimálisan szükséges áram előállítására, ezen felül pedig a repülőgépbe egy 24 V feszültségű egyenáramú tartalék akkumulátort szereltek be. A gépben egy fő- és egy tartalék elektromos rendszer kapott helyet, ezeket pedig biztonsági okokból egymástól teljesen izolálták. Teljes hajtóműleállás esetén a pilóták a repülőgép „hasából” a gravitációt kihasználva egy propellert tudnak kiengedni, amely a menetszél által megforgatva biztosítja a minimális, kényszerleszálláshoz szükséges áramellátást.

#### Hidraulika
A három, egymástól teljesen független hidraulikus rendszerből kettő a hajtóművek által generált energiát használja, míg a harmadikat elektromos szivattyúk működtetik. A hidraulikaolaj titán alapú vezetékekben van. A központi hidraulikus rendszer kizárólag a repülőgép irányítást vezérli (szárnyak, vezérsíkok). A hidraulikus rendszer meghibásodása esetén a futóműveket behúzó munkahengereket egy tartalék motor kioldja, a futóművek pedig a gravitáció hatására,a saját súlyuk miatt kinyílnak és a megfelelő pozícióban rögzítődnek, így a repülőgép le tud szállni.

#### Üzemanyag-ellátás
Az üzemanyag három, egymástól független, szárnyszerkezetbe épített tartályban kap helyet. A közbenső tartály 26 123 literes, míg a külső tartályok kapacitása 8237 liter. Az üzemanyagtartályok találkozása nagyjából a hajtóműtartók felfüggesztésénél található. Az üzemanyagtöltő nyílás (tanksapka) a kapcsolódó műszerpanellel együtt a jobb oldali szárny belépő éle alatt, a hajtóművön kívül található.

### Fedélzeti műszerek
A 757-es pilótafülkéjébe 6 db Rockwell Collins gyártású CRT repülőgép-vezető és navigációs képernyőt, teljesen elektronikus fedélzeti számítógépet (Electronic Flight Instrument System), és a hajtóművek üzemét ellenőrző műszereket (Engine Indication and Crew Alerting System) építettek be. Ezek a műszerek segítik a pilótákat, hogy azokat a navigációs feladatokat is elvégezzék, amelyek korábban a fedélzeti mérnök hatáskörébe tartoztak. A műszerek egy részét a Boeing 747 gyártása során fejlesztették ki, tehát az első 757-es elkészültekor még új technológiának számítottak. A műszerfal további fontos eleme a CAT III B típusú, ILS vevőkre épülő, teljesen automatikus leszállító rendszer. Erre időjárástól függően, rossz látási viszonyok között van szükség, és 150 m magasságban aktiválódik a pilóták felügyelete mellett. A tehetetlenségi navigációs rendszer az első lézertechnológiával működő – avionikában használt – műszer volt a repülőgép építésekor.
Mivel a 757-es típusba ugyanazt a fedélzeti műszerfalat építették be, mint amit a Boeing 767-es esetén is használtak, a szélesebb panelek miatt szükségszerűen lekerekítették a repülőgép orrát, kissé szokatlan módon a többi keskeny törzsű típushoz képest. Az így keletkező tágasabb tér miatt lehetőség volt egy oktatóülés elhelyezésére, amelyről repülés közben is akadálytalan rálátás nyílt a műszerfalra.
A fly-by-wire technológia egy kezdetleges elődje, amelyben elektronikus jelek működtetik a csűrőket, lecserélte a korábbi hagyományos huzalrendszeres erőátviteli megoldást és lehetővé tette a csűrők mozgatását egyenként, egymástól függetlenül.

### Utastér
Az utastér 2×3 üléses kialakítású (középen folyosó található). Az eredeti tervekben a típust 2 órás átlag időtartamú repülésre optimalizálták, a fedélzeti világítás, valamint az arculati elemek összhangja és kialakítása tágasabb beltér érzetét keltik. Akárcsak a 767-es modell esetén, itt is az alapfelszereltség részei az öltönyhordozó táska szélességére méretezett fedélzeti csomagtartó (kalaptartó), valamint a hátsó utaskabin végében található fedélzeti konyha. A csomagtartók kétszer akkora tárolókapacitással rendelkeznek, mint a Boeing 727 típusé. A fedélzeten található nagy szilárdságú burkoló- és tárolóelemek súlymegtakarítás miatt nem tömör anyagokból készültek, hanem méhsejtekre emlékeztető, szendvicses szerkezetűek. A korábbi repülőgépekkel ellentétben a 757-es vészkijárataihoz tartozó mentőcsúszdák vízre szállás során mentőcsónakokká alakíthatók, akárcsak a jumbók esetén. Az 1980-as évek elején a Boeing a többi keskeny törzsű utasszállítóinak belső kialakítását is a 757-hez hasonlóra módosította.
1998-ban a Boeing a 757–300 típuson alkalmazott először néhány újítást, amelyek a Next Generation 737 és a 777 típusok fedélzeti arculatának továbbfejlesztései voltak. Az újítás része volt a minimális domborfaragással díszített mennyezeti panel és a rejtett világítás. A fedélzeti csomagtartók alján, a kabin teljes hosszában végigfutó mélyedés kapaszkodóként is szolgál. A kabin elején és végén mennyezetre erősített tárolók kaptak helyet a tartalék vészhelyzeti kellékek számára (pl. felfújható mentőcsónak). Az újított arculati elemeket opcionálisan választhatták a megrendelők a 757–200 típusokhoz is.
2000-ben, miután a kis méretű, gurulós bőröndök egyre népszerűbbek lettek az utasok között, a Delta Air Lines kiegészítő csomagtartókat rendelt, ezzel növelve a 757–200 modellek fedélzeti tárolókapacitását, majd egy évvel később az American Airlines is követte ezt. A nagyobb tárolórekeszek az új fedélzeti elemek részei (akárcsak a megerősített mennyezeti panelek és a rejtett világítás), amelyeket a Boeing azt követően vezetett be, hogy már gyártás alatt állt a 757–200.

### Technikai adatok
|                                      | 757–200                                                        | 757–200PF                                                      | 757–300                                                        |
| ------------------------------------ | -------------------------------------------------------------- | -------------------------------------------------------------- | -------------------------------------------------------------- |
| Személyzet                           | 2 fő                                                           | 2 fő                                                           | 2 fő                                                           |
| Utaskapacitás                        | 200 fő (EC+BC) 239 fő (EC)                                     | N/A                                                            | 243 fő (EC+BC) 280 fő (EC)                                     |
| Teherkapacitás                       | 43,3 m³                                                        | 43,3 m³                                                        | 43,3 m³                                                        |
| Hossz                                | 47,32 m                                                        | 47,32 m                                                        | 54,47 m                                                        |
| Szárnyfesztávolság                   | 38,05 m                                                        | 38,05 m                                                        | 38,05 m                                                        |
| Magasság (függőleges vezérsík)       | 13,6 m                                                         | 13,6 m                                                         | 13,6 m                                                         |
| Szárnyfelület                        | 181,25 m²                                                      | 181,25 m²                                                      | 181,25 m²                                                      |
| Utastér szélesség                    | 3,5 m                                                          | 3,5 m                                                          | 3,5 m                                                          |
| Utastér hossz                        | 36,09 m                                                        | 36,09 m                                                        | 43,21 m                                                        |
| Maximális felszálló tömeg            | 115 680 kg                                                     | 115 680 kg                                                     | 123 600 kg                                                     |
| Guruló távolság max. felsz. tömeggel | 2910 m                                                         | 2910 m                                                         | 2926 m                                                         |
| Utazósebesség                        | Mach 0,80 (458 csomó, 850 km/h 10 660 m utazómagasságban)      | Mach 0,80 (458 csomó, 850 km/h 10 660 m utazómagasságban)      | Mach 0,80 (458 csomó, 850 km/h 10 660 m utazómagasságban)      |
| Hatótávolság                         | 7222 km (7600 km winglettel)                                   | 5834 km                                                        | 6287 km (6658 km winglettel)                                   |
| Maximum üzemanyag kapacitás          | 43 490 l                                                       | 42 680 l                                                       | 43 400 l                                                       |
| Maximum repülési magasság            | 12 800 m                                                       | 12 800 m                                                       | 12 800 m                                                       |
| Hajtóművek (×2)                      | Rolls-Royce RB211, Pratt & Whitney PW2037, PW2040, vagy PW2043 | Rolls-Royce RB211, Pratt & Whitney PW2037, PW2040, vagy PW2043 | Rolls-Royce RB211, Pratt & Whitney PW2037, PW2040, vagy PW2043 |
| Tolóerő (×2)                         | PW:171–194,54 kN RR:166–191,71 kN                              | PW:171–194,54 kN RR:166–191,71 kN                              | PW:171–194,54 kN RR:166–191,71 kN                              |
| Források:                            |                                                                |                                                                |                                                                |

EC= Economy Class (turista osztály), BC=Business Class (üzleti osztály)

## Altípusok

### 757–200

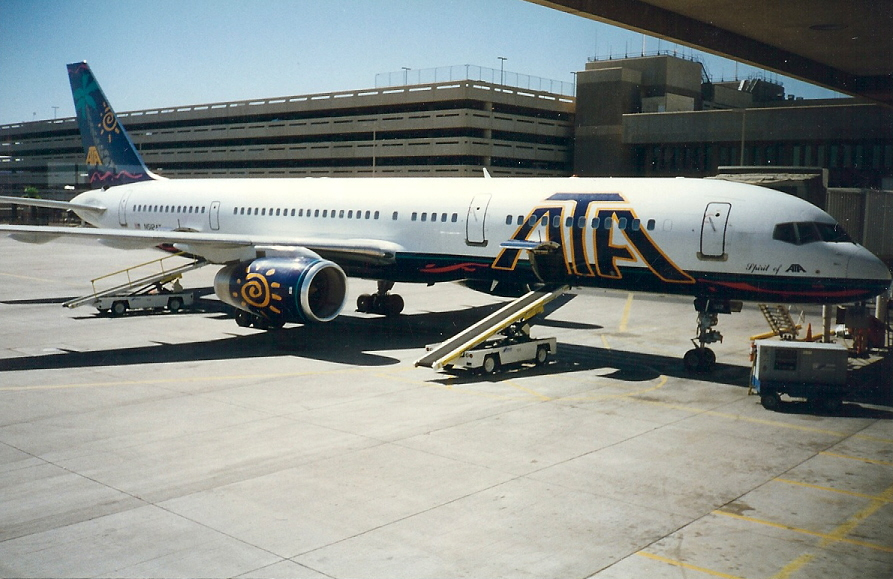
Az American Trans Air légitársaság a Csendes-óceán közepére, Honoluluba is szállított utasokat a 757–200 alaptípussal

Ez volt a 757-es család alaptípusa, amely 1983-ban az Eastern Air Lines flottájában szállított utasokat először. A típus két különböző ajtóelosztású változatban jelent meg, mindkét esetben oldalanként három kijárattal (kettő a törzs szárny előtti felén, és egy a farok törzsben): a 239 fős kapacitású változaton közvetlenül a szárnyak mögött, mindkét oldalon egy-egy kis méretű vészkijárat kapott helyet, míg a 224 fős kapacitású modellbe mindkét oldalon a szárnyak fölé két-két vészkijáratot építettek. Az első modell Rolls-Royce RB211-535 típusú hajtóművekkel repült, amelyeket közben átalakítottak és 1984 októberétől RB211-535E4 típusnévvel került az új gépekbe. Választható hajtómű verziók voltak még a Rolls-Royce RB211-535E4B, valamint a Pratt & Whitney PW2037 és a PW2040.
Noha eredetileg rövidtávú utakra tervezték, szolgálatba állása óta a légitársaságok nagy gyakoriságú ingajáratként és transzatlanti utakra is használták. 1992-ben az American Trans Air társaság transzpacifik járatként üzembe helyezte az első 757–200 típust Tucson és Honolulu között. Az ezredforduló óta a nagyobb amerikai légitársaságok előszeretettel használják a típust transzatlanti járatként főleg olyan kisebb európai városokba, ahol az utasok száma nem elegendő egy széles törzsű gép gazdaságos üzemeltetéséhez.
Összesen 913 db készült belőle, ezzel ez a legnépszerűbb variáns a 757-es típuscsaládból.

### 757–200PF

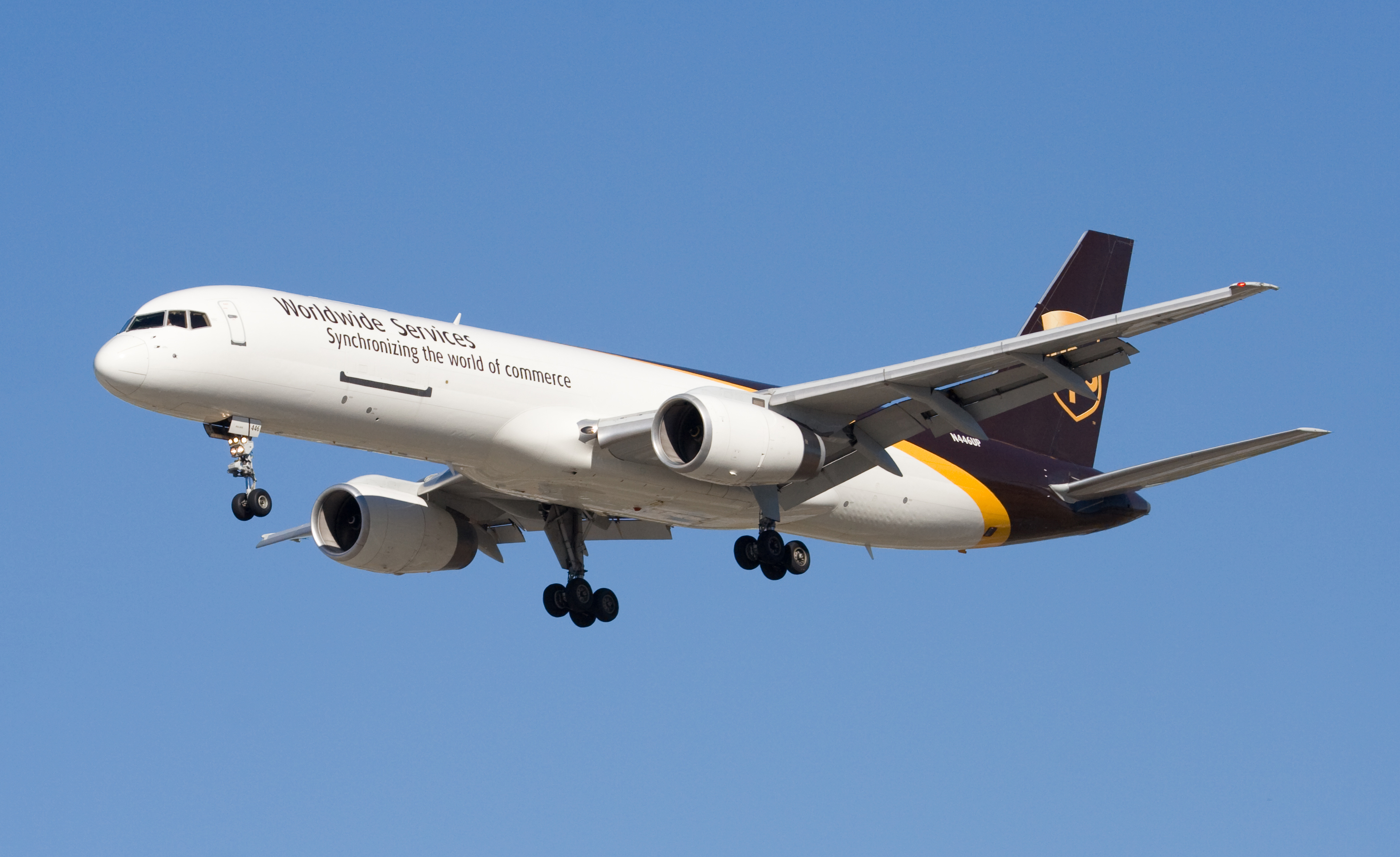
A típus legnagyobb üzemeltetője a UPS Airlines

A 757-es család teherszállító változatát 1987-ben a UPS Airlines állította először forgalomba. A variáns használata a 24 órán belüli csomagkézbesítést teszi lehetővé. Főfedélzetének teherkapacitása 187 m³ (15 db szabványkonténer vagy raklap), míg alsó fedélzetén 51,8 m³ ömlesztett áru fér el. Maximális felszálló tömegét a gyártó 116 000 kg-ban határozta meg a lehető legnagyobb hatótávolság elérése érdekében, maximális rakománnyal 5830 km-t képes repülni. Hajtómű variációk: Rolls-Royce RB211-535E4B vagy Pratt & Whitney PW2037/PW2040.
A főfedélzeti ki- és berakodást egy felnyitható raktérajtó könnyíti a gép bal oldalán, a törzs szárny előtti részén. A raktérajtó mellett található a hagyományos méretű kijárat, melyet a pilóták használnak. A gép főfedélzeti raktere teljesen üres, nincsenek vészkijáratok, sem ülések, a teljes hasznos beltér az áruszállítás célját szolgálja. A raktér falát egy finom felületű üvegszálas bevonat erősíti, valamint egy tolóajtós, vastagított fal választja el a pilótafülkétől. Mindkét fedélzeti raktér felszerelhető rakodást könnyítő teleszkópos rendszerrel, amely az egyéni méretű áruk mozgatását könnyíti. A UPS által üzemeltetett 757–200PF változatokban a transzatlanti utak miatt néhány többletfunkció található: erősebb segédhajtómű, raktéri tűzoltórendszer és tartalék üzemanyagtartály az alsó fedélzet végében.
A típusból 80 példány készült összesen.

### 757–200M
A 757-es család kombi variánsa, amely utas- és/vagy teherszállításra is alkalmas. 1988-ban a Royal Nepal Airlines flottájában repült először. A főfedélzeten a 757–200 alaptípusnál említett kijáratok és ablakok megtalálhatók az utasszállító funkció miatt, ugyanakkor a géptörzs bal oldala kiegészül egy – a 757–200PF esetén megtalálható – raktérajtóval. A katmandui székhelyű Royal Nepal Airlines (mai nevén Nepal Airlines) két példányt rendelt a Boeingtől 1986-ban. A légitársaságnak vegyes hasznosítású repülőgépre volt szüksége, amely jól navigálható a Himalája lábánál fekvő bázisán történő le- és felszálláskor. Főfedélzetén 2 raklapot és 148 utast, vagy 4 raklapot és 123 utast tud szállítani. Maximális felszálló tömege 109 000 kg, az elkészült példányok Rolls-Royce RB211–535E4 típusú hajtóművekkel álltak forgalomba.
2010 októbere óta két amerikai vállalat is foglalkozik használt 757–200 típusú repülőgépek kombi verzióra történő átalakításával. Az átalakított gépek 10 raklap és 45–58 utas szállítására alkalmasak.

### 757–200SF

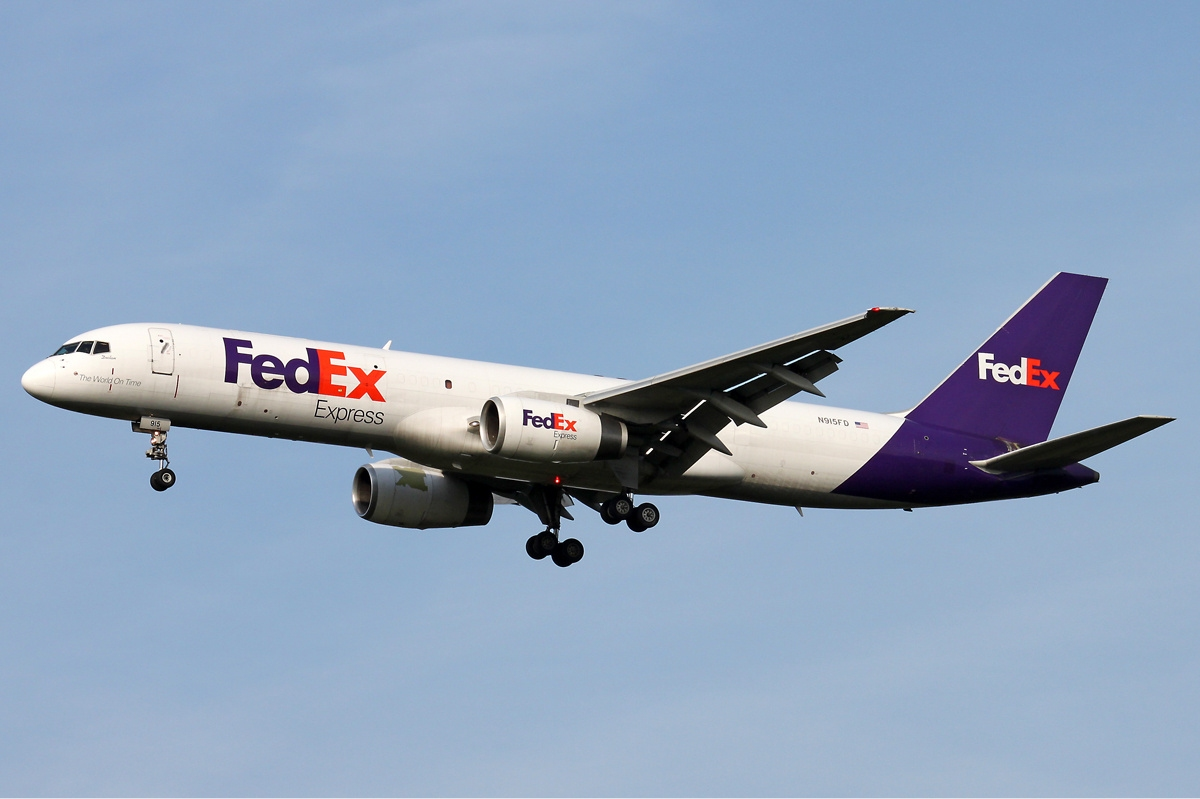
A FedEx, a 757–200SF típus legnagyobb üzemeltetője 80 db-ot rendelt

Ez a teherszállító altípus használt Boeing 757–200 utasszállítók átalakításával készült, és 2001-ben állt szolgálatba a DHL Aviation flottájában. Az átalakítást – amelynek során az utasszállításhoz szükséges fedélzeti elemeket (ülések, csomagtartók, konyha, mosdók) eltávolították és a géptörzset megerősítették – Wichitában, a Boeing üzemében végezték. A könnyebb rakodás érdekében a törzs bal oldala egy, a 757–200PF változatnál megismert, felnyitható raktérajtóval egészült ki. A pilótafülke mögött található kijáratot megtartották, a gép belső tere pedig 14 db raklap befogadására alkalmas (valamivel kisebb, mint a PF változat).
2006 szeptemberében a FedEx logisztikai vállalat egy 2,6 milliárd dolláros beruházást jelentett be, amely több mint 80 db 757–200 gép konvertált utódjának szolgálatba állításáról szólt, lecserélve az elavult 727-es flottát.

### 757–300
A 757–300 hosszított változatot 1999-ben a Condor charter légitársaság állította forgalomba először. 54,5 méteres hosszával ez a valaha épült leghosszabb keskeny törzsű utasszállító. Kifejezetten a charter piacra tervezték, a 767–200 típus alternatívájaként. Szerkezete szinte teljesen megegyezik a 757–200 variánséval, jelentős különbség mindössze abban mutatkozik, hogy a szárnyak előtt és mögött plusz törzskeretekkel meghosszabbították a géptestet, ezzel nagyobb fedélzeti kapacitást adva a típusnak. Mindkét oldalon négy kijárat található, valamint a szárnyak felett két-két kisebb méretű vészkijárat kapott helyet. Maximális utasbefogadó képessége 289 fő.
A meredek rugaszkodási állásszög és a gép hossza miatt behúzható farcsúszókat szereltek fel, ezzel védve a törzset, hogy amennyiben a futópályával érintkezik, ne sérüljön.
A Condor a flottájában szolgáló DC–10 modellek cseréje miatt rendelt Boeingeket, a növelt utasbefogadó képesség pedig kritikus elvárás volt az új gépek esetén, hiszen nagy gyakoriságú nyaralójáratokon kellett jól teljesíteniük, mint például Németország és Kanári-szigetek között. Mivel az előzetes tesztek alapján arra az eredményre jutottak, hogy a 757–300 típus esetén az utasok beszállítása akár 8 perccel is tovább tart, mint az alap variánsnál, ezért a folyamat rövidítése céljából a Boeing és a Condor közösen kidolgozott egy zónás beszállítási procedúrát, vagyis először a kabin végébe helyet váltó utasok szállnak be először, majd a közepébe és így tovább.
Összesen 55 példány készült a variánsból.

### Egyéb altípusok
- ARIES (Airborne Research Integrated Experiments System): egy mozgó laboratóriummá alakított 757–200, melyet a NASA használt repülésbiztonsági tesztek végrehajtásához. A gép eredetileg az Eastern Air Lines kötelékében teljesített szolgálatot, majd 1994-ben a NASA megvásárolta, lecserélve a korábbi 737–100 tesztrepülőt. Eredetileg a Northrop YF–23 vadászrepülő tervezésekor, a szárnyprofil változásának aerodinamikai hatását és a navigációs rendszer megbízhatóságát, majd a Boeing 777 kifejlesztéséhez a fly-by-wire működését kutatták vele. Az ARIES legfőbb feladata az időjárási adatok kiértékelése, a leszállító rendszer próbája és a futópálya tapadási tulajdonságának tesztelése volt. 2006-ban kivonták a forgalomból és tartalék státuszt kapott.[107][108][109]
- C–32: az amerikai légierő 4 db C–32A típusnevű, átalakított 757–200 modellt vásárolt, elsősorban kiemelten fontos politikai személyek, így például a mindenkori alelnök szállításához. Mindegyik példány kialakításakor gondosan figyeltek a funkciójára, így konferenciaszoba, tárgyalók, kommunikációs központ és magánlakosztályok is találhatók a fedélzeten. A légierő további két C–32B típusnevű 757–200 modellt is üzemeltet a külügyminisztérium vészhelyzeti csapata számára. A C–32A típusok kék-fehér színű festést kaptak, United States Of America felirattal, valamint az amerikai zászlóval a függőleges vezérsíkon, míg a C–32B típusok teljesen fehér festésűek, megkülönböztető felirat nélkül. Az első C–32 modell 1998-ban állt szolgálatba, lecserélve a korábbi C–137 repülőt. Amennyiben az alelnök a C–32A fedélzetén tartózkodik, úgy a gép hívójele Air Force Two.[108][110][111][112][113]
- F–22 Flying Testbed: a 757-es prototípusát 1998-ban, az F–22 Raptor tervezésekor az avionikai műszerek hangolásához használták tesztrepülőgépként. A géptörzset részben módosították, hogy jobban hasonlítson a vadászrepülőgép jellegzetességeire, így a pilótafülke fölé egy kacsaszárnyat erősítettek, a belsejében pedig egy 30 üléses laboratóriumot alakítottak ki.[114]
- Royal New Zealand Air Force 757 Combi: az Új-Zélandi Királyi Légierő 2 db konvertált 757–200M típust vásárolt fontos politikai személyek, katonai csapatok és orvosi eszközök szállítására. A repülőgépre raktérajtót, megerősített segédhajtóművet, kifinomult kommunikációs eszközöket és behúzható lépcsőt szereltek. A 757-es repülőgépek a 727–100QC típus utódai, szállították már az új-zélandi miniszterelnököt, továbbá egyikük küldetése során leszállt az antarktiszi jég fedte McMurdo-öböl mellett, a Scott légibázison.[115][116][117][118]
- A Boeing 757-es típus számos országban VIP kategóriájú személyszállító repülőgépként szolgál. Argentína elnöki repülőgép flottájának (Agrupación Aérea Presidencial) legfontosabb tagja Tango 01 néven (T–01 a katonai lajstromjele). Mexikó elnökét TP01 (Transporte Presidencial 1) néven szállítja hivatali útjain. Az 1980-as években a Royal Brunei Airlines egyik 757–200 típusú modelljét átalakították a brunei szultán privát repülőgépévé, majd 1995-ben megvásárolta azt a kazahsztáni kormány. A szaúd-arábiai királyi család egy 757–200-at kórházrepülőként használ.[119][120][121][122]
- A 2004-es amerikai elnökválasztás idején John Kerry szenátor (és elnökjelölt), kampányához a TransMeridien Airlines társaságtól bérelt egy Freedom Bird (=szabadság madara) becenevű 757–200 típust. Négy évvel később Barack Obama is ugyanezt a típust választotta kampánykörútjához, melyet a North American Airlines biztosított a kampány idejére.[123][124]
- 2008-ban az Iron Maiden heavy metal együttes Somewhere Back In Time World Tour nevű világ körüli turnéjához egy 757–200 variánst bérelt, amely egyedi festést és Ed Force One becenevet kapott a turné idejére. A repülőt a zenekar frontembere, Bruce Dickinson vezette.[125]
- 2011-ben Donald Trump amerikai üzletember utazásaihoz egy N757AF lajstromjelű 757-es privát repülőt vásárolt.[126][127]

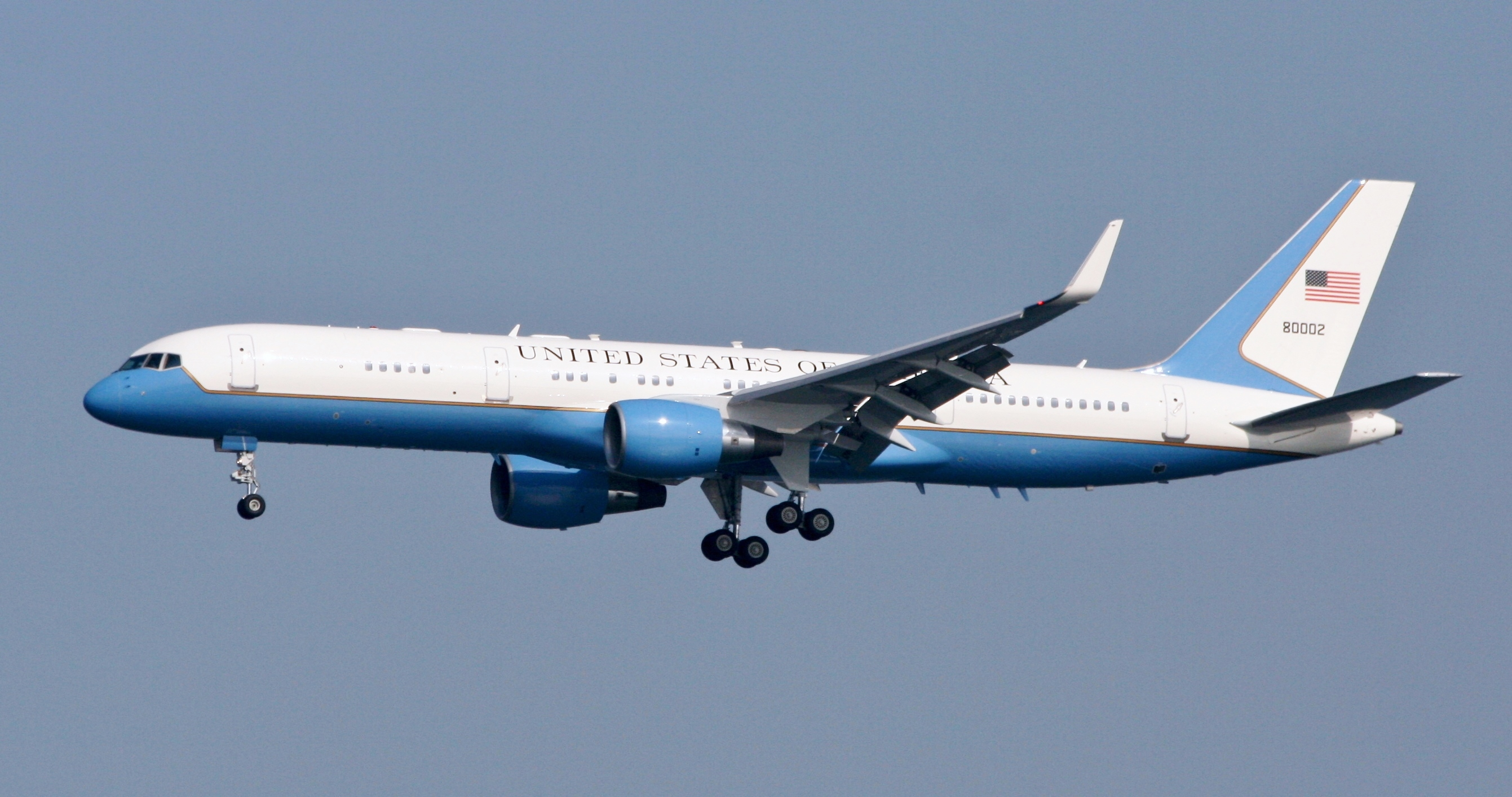
Amennyiben az alelnök a C-32A fedélzetén tartózkodik, úgy a gép hívójele Air Force Two
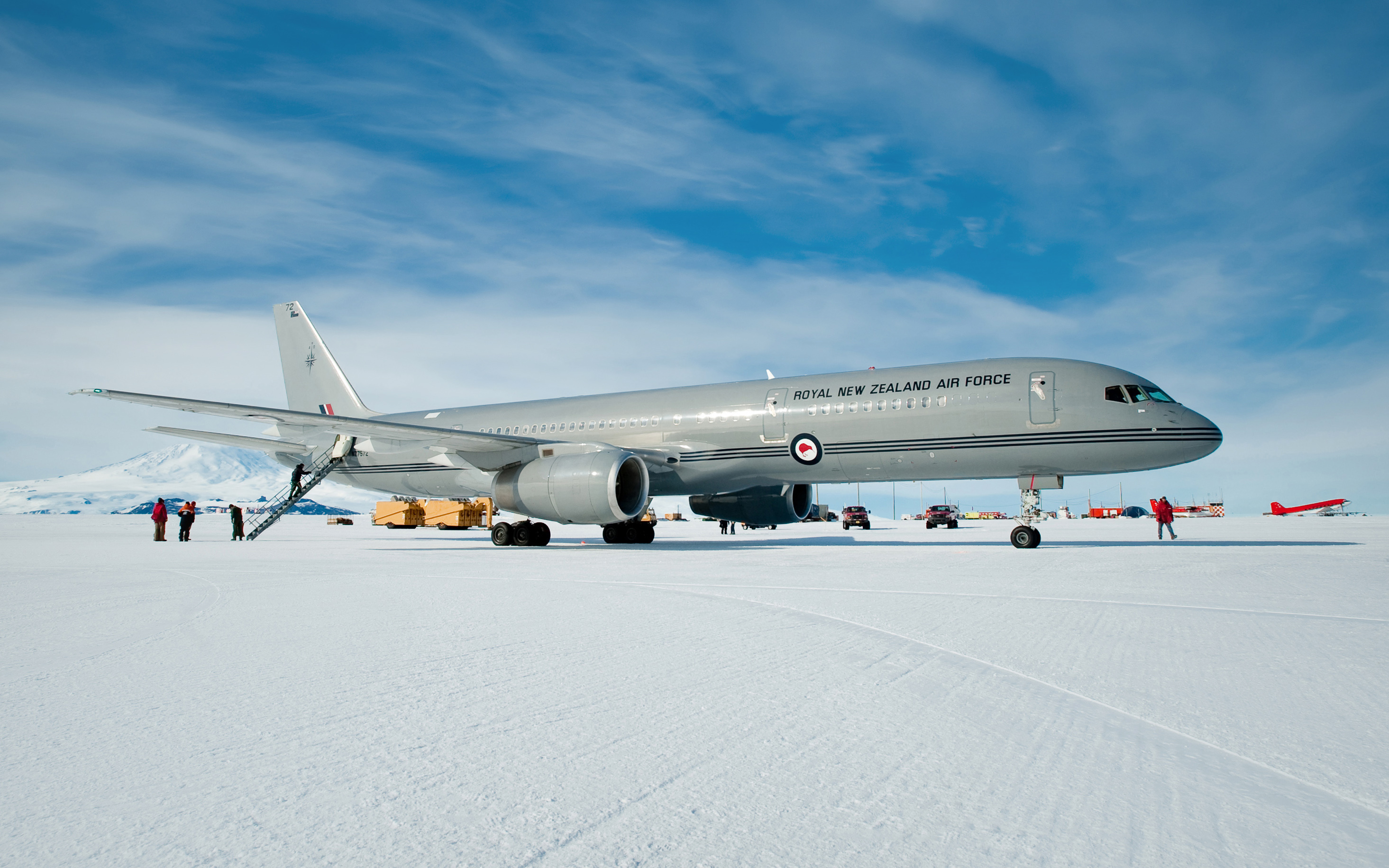
Az Új-Zélandi Királyi Légierő egyik 757-es gépe már az Antarktiszt is megjárta
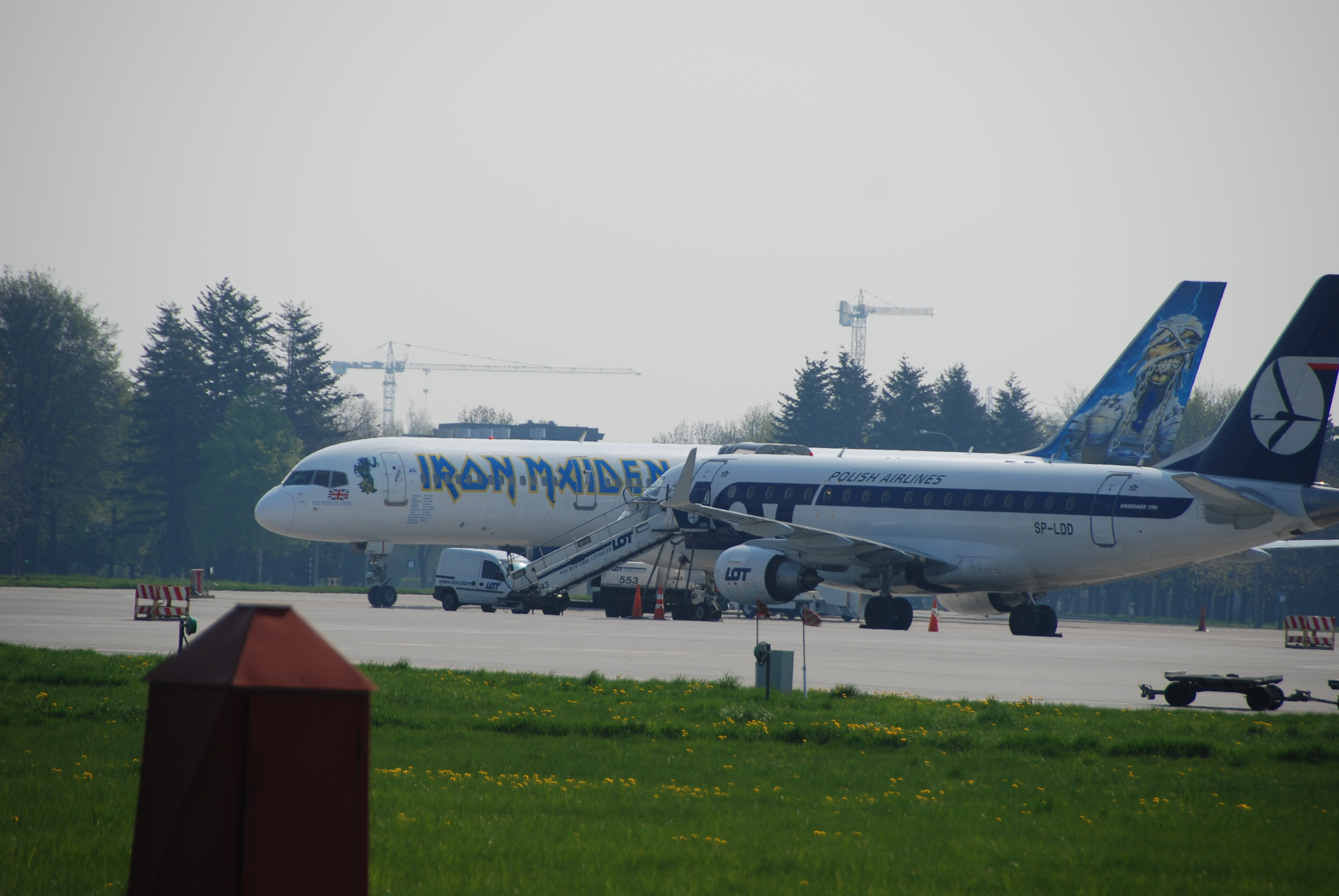
A G-OJIB lajstromjelű 757–200 az Iron Maiden zenekar turnéja idején
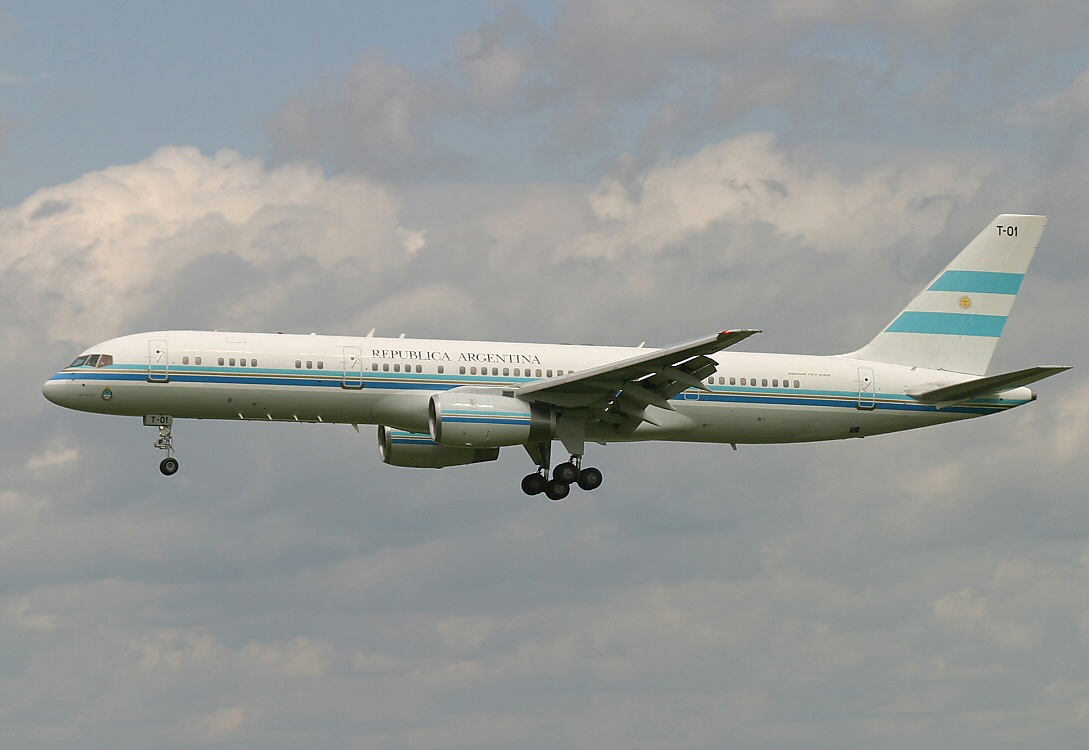
A Tango-01, az argentin elnök különgépe
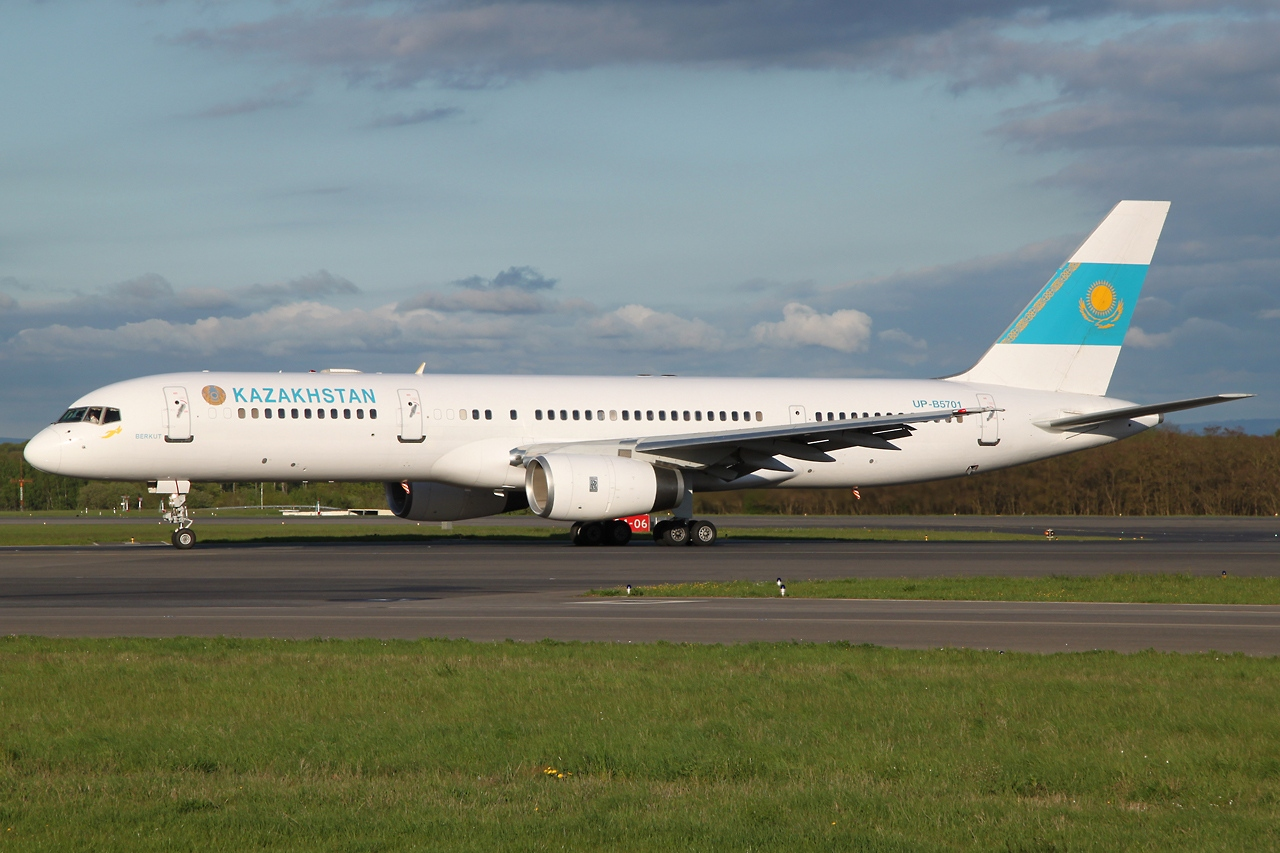
A kazah kormány által vásárolt 757–200 típusú különgép

## Balesetek
A típuscsalád 2013. augusztusig bezárólag 23 baleset és gépeltérítés részese volt. A lenti táblázat a jelentősebb baleseteket foglalja össze, a részletekre vonatkozó teljesség igénye nélkül.
| Dátum         | Lajstrom | Légitársaság            | Helyszín                                                                                           | Utasok száma | Sérültek | Halottak | Túlélők száma | Baleset |
| ------------- | -------- | ----------------------- | -------------------------------------------------------------------------------------------------- | ------------ | -------- | -------- | ------------- | --- |
| 1990. 10. 2.  | B-2812   | China Southern Airlines | Guangzhou-Baiyun nemzetközi repülőtér                                                              | 224          | 52       | 128      | 95            | Egy eltérített Boeing 737 típusú gép landolást követően nem tudott időben megállni, és a kifutópálya végénél várakozó Boeing 757-es géppel ütközött. Az adatok a két gép utasaira együttesen vonatkoznak. |
| 1995. 12. 20. | N651AA   | American Airlines       | Kolumbia. Helyszín: é. sz. 3° 50′ 45″, ny. h. 76° 06′ 17″3.845889°N 76.104750°W                    | 163          | 4        | 159      | 4 + 1 kutya   | Pilótahiba következtében a repülőgép hegyoldalnak ütközött. |
| 1996. 2. 6.   | TC-GEN   | Alas Nacionales         | Atlanti-óceán Helyszín: é. sz. 19° 54′ 50″, ny. h. 70° 24′ 20″19.913889°N 70.405556°W              | 189          | 0        | 189      | 0             | Repülés közben a pilóták műszerhibát észleltek, melynek hatására a robotpilóta korrekciós manőverekbe kezdett. Kikapcsolták a robotpilótát, hibásan kezelték a helyzetet, és a repülőgép az óceánba zuhant. A vizsgálatok arra a következtetésre jutottak, hogy feltehetően az eldugult sebességmérő okozta a hibás adatokat.                                                     |
| 1996. 10. 2   | N52AW    | Aeroperu                | Csendes-óceán Helyszín: d. sz. 12° 02′ 00″, ny. h. 77° 30′ 00″12.033333°S 77.500000°W              | 70           | 0        | 70       | 0             | Repülés közben a pilóták műszerhibát észleltek, nem tudták megállapítani a repülési magasságot, és a repülőgép az óceánba zuhant. A vizsgálatok kiderítették, hogy a repülőgép magasságmérő műszereiről karbantartás után nem távolították el a védő szigetelőszalagot, így az nem tudott helyes adatokat mérni és közölni a fedélzettel.                                         |
| 1997. 12. 24. | PH-TKC   | Transavia Airlines      | Amszterdam                                                                                         | 213          | 0        | 0        | 213           | Landolás közben a repülőgépet heves széllökések kibillentették az egyensúlyából. Amint kifutópályát ért, kitört az orrfutómű, és a géptörzs első része a „hasán” csúszott nagyjából 3 km hosszan, majd egy füves területen megállt. A repülőgép hibáit később javították. |
| 1998. 1. 1.   | G-WJAN   | Airtours International  | Puerto Plata Nemzetközi repülőtér                                                                  | 228          | 0        | 0        | 228           | Viharos időjárásban próbáltak a pilóták többször landolni. Utolsó próbálkozáskor a repülőgép a kifutópályától kissé jobbra ért földet, de sikerült korrigálni, és biztonságban megállt. A keletkezett kárt helyreállították. |
| 1999. 9. 14.  | G-BYAG   | Britannia Airways       | Costa Brava Nemzetközi repülőtér, Girona, Katalónia                                                | 245          | 44       | 0        | 245           | Viharos időjárásban landolt a repülőgép, kicsúszott a kifutópályáról és a repülőtér szélén lévő fáknak ütközött. A géptörzs szétesett, a repülőgépben javíthatatlan károk keletkeztek. |
| 2001. 9. 11.  | N591UA   | United Airways          | Shanksville, Pennsylvania. Helyszín: é. sz. 40° 03′ 04″, ny. h. 78° 54′ 17″40.051111°N 78.904722°W | 44           | 0        | 44       | 0             | A 2001. szeptember 11-ei terrortámadások részeként a repülőgépet eltérítették és lezuhant. |
| 2001. 9. 11.  | N644AA   | American Airlines       | Washington, Pentagon.                                                                              | 64           | 0        | 64       | 0             | A 2001. szeptember 11-ei terrortámadások részeként a repülőgépet eltérítették és lezuhant. A Pentagonban dolgozó további 125 ember vesztette életét. |
| 2002. 1. 22.  | TF-FIO   | Icelandair              | Oslo–Gardermoeni repülőtér, Norvégia                                                               | 82           | 0        | 0        | 82            | A pilóták erős hátszélben próbáltak landolni, az első próbálkozást félbeszakították. Közben a szél miatt a repülő egyensúlyát vesztette, és csak vészhelyzeti manőverekkel sikerült stabilizálni. A második próbálkozás sikeres volt. A gépet nem érte jelentős kár. |
| 2002. 7. 1.   | A9C-DHL  | DHL Aviation            | Überlingen, Németország. Helyszín: é. sz. 47° 46′ 42″, k. h. 9° 10′ 26″47.778333°N 9.173889°E      | 71           | 0        | 71       | 0             | A repülőgép a levegőben egy Tu–154 típusú utasszállítóval ütközött. A DHL teherszállítón kétfős személyzet, míg a Tu-154 utasszállítón összesen 69 fő utazott. A két repülőgép azonos repülési magasságban túl közel került egymáshoz, a légi irányító későn ismerte fel a veszélyt, és amikor utasítást adott a kikerülő manőverre, már nem lehetett megakadályozni az ütközést. |

## Érdekességek
- A típus gépei üzemidejük első 18 évében nagyjából 25 000 Föld - Hold távolsággal (oda-vissza) egyenértékű utat tettek meg összesen.
- A teljes flotta ezen idő alatt mintegy 24 millió óra üzemidőt szolgált, ez nagyjából annak felel meg, mintha egy darab repülőgép 2750 évig lenne folyamatosan üzemkész.
- A Boeing 757-200PF teherszállító 6 millió golflabdát képes bekebelezni a rakterében.
- 115 660 kg tömegével a 757-200 altípus ugyanannyit nyom, mint egy Gigant mozdony.
- A szárnyak összfelülete 181 négyzetméter, amely megegyezik két átlagos, magyar családi ház, vagy egy könnyű szerkezetű, háromszobás amerikai családi ház méretével.
- A repülőgép 626 000 db alkatrészből áll össze. Ezt a sok alkatrészt közel 600 000 csavar és szegecs tartja egyben. A gép belsejében 100 kilométernyi elektromos vezeték fut.
- A Boeing 757 típusra szerzett pilótajogosítvány a Boeing 767-re is érvényes. Ez annak köszönhető, hogy szerkezetét és irányítását tekintve a két típus nagyban megegyezik.[129]

## Rendelés és átadás
A Boeing az alábbi megrendelőknek gyártott a 757-es családból:
| Megrendelők                  | Ország        | 757–200 | 757–300 | 757–200PF | 757–200M |
| ---------------------------- | ------------- | ------- | ------- | --------- | -------- |
| Air China Southwest          | kínai         | 12      | 0       | 0         | 0        |
| Air Europe                   | UK            | 15      | 0       | 0         | 0        |
| Air Holland Leasing          | holland       | 3       | 0       | 0         | 0        |
| America West Airlines        | USA           | 4       | 0       | 0         | 0        |
| American Airlines            | USA           | 126     | 0       | 0         | 0        |
| Arkia Israeli Airlines       | Izrael        | 0       | 2       | 0         | 0        |
| ATA Airlines, Inc.           | USA           | 13      | 12      | 0         | 0        |
| AWAS                         | ír            | 21      | 0       | 4         | 0        |
| Azerbaijan Airlines          | Azerbajdzsán  | 2       | 0       | 0         | 0        |
| British Airways              | UK            | 50      | 0       | 0         | 0        |
| China Southern Airlines      | Kína          | 19      | 0       | 0         | 0        |
| China Xinjiang Airlines      | Kína          | 6       | 0       | 0         | 0        |
| Condor                       | Németország   | 17      | 13      | 0         | 0        |
| Delta Air Lines              | USA           | 116     | 0       | 0         | 0        |
| Eastern Air Lines            | USA           | 25      | 0       | 0         | 0        |
| EL AL Israel Airlines        | Izrael        | 7       | 0       | 0         | 0        |
| Ethiopian Airlines           | Etiópia       | 4       | 0       | 1         | 0        |
| Far Eastern Air Transport    | Tajvan        | 7       | 0       | 0         | 0        |
| GECAS                        | USA           | 4       | 0       | 0         | 0        |
| GPA Group                    | Írország      | 12      | 0       | 0         | 0        |
| IBERIA                       | Spanyolország | 24      | 0       | 0         | 0        |
| Icelandair                   | Izland        | 7       | 1       | 0         | 0        |
| ILFC                         | USA           | 82      | 0       | 0         | 0        |
| KE Aircraft Leasing          | USA           | 2       | 0       | 0         | 0        |
| L.T.E. International Airways | Spanyolország | 1       | 0       | 0         | 0        |
| LTU                          | Németország   | 12      | 0       | 0         | 0        |
| Macquarie AirFinance         | USA           | 3       | 0       | 0         | 0        |
| Mexikói elnöki különgép      | Mexikó        | 1       | 0       | 0         | 0        |
| Mid East Jet                 | Szaúd-Arábia  | 1       | 0       | 0         | 0        |
| Monarch Airlines             | UK            | 7       | 0       | 0         | 0        |
| MyTravel Airways             | UK            | 1       | 0       | 0         | 0        |
| Nepal Airlines Corporation   | Nepál         | 1       | 0       | 0         | 1        |
| Northwest Airlines           | USA           | 56      | 16      | 0         | 0        |
| Republic Airlines            | USA           | 6       | 0       | 0         | 0        |
| Rolls-Royce A/C Management   | UK            | 4       | 0       | 0         | 0        |
| Royal Air Maroc              | Marokkó       | 2       | 0       | 0         | 0        |
| Royal Brunei Airlines        | Brunei        | 3       | 0       | 0         | 0        |
| Shanghai Airlines            | Kína          | 13      | 0       | 0         | 0        |
| Singapore Airlines           | Szingapúr     | 4       | 0       | 0         | 0        |
| Sojitz                       | Hollandia     | 2       | 0       | 0         | 0        |
| Starflite Corporation        | USA           | 1       | 0       | 0         | 0        |
| Sterling Air                 | USA           | 3       | 0       | 0         | 0        |
| Thomas Cook Airlines         | UK            | 0       | 2       | 0         | 0        |
| Transavia Airlines           | Hollandia     | 3       | 0       | 0         | 0        |
| TUI Travel PLC               | UK            | 16      | 0       | 0         | 0        |
| Turkmenistan Airlines        | Türkmenisztán | 3       | 0       | 0         | 0        |
| TWA                          | USA           | 14      | 0       | 0         | 0        |
| United Airlines              | USA           | 139     | 9       | 0         | 0        |
| UPS Airlines                 | USA           | 0       | 0       | 75        | 0        |
| US Air Force                 | USA           | 4       | 0       | 0         | 0        |
| US Airways                   | USA           | 23      | 0       | 0         | 0        |
| Uzbekistan Airways           | Üzbegisztán   | 3       | 0       | 0         | 0        |
| Xiamen Airlines              | Kína          | 9       | 0       | 0         | 0        |
| Összesen                     | –             | 913     | 55      | 80        | 1        |